# Neogonodactylus lacunatus
Neogonodactylus lacunatus är en kräftdjursart som först beskrevs av Manning 1966.  Neogonodactylus lacunatus ingår i släktet Neogonodactylus och familjen Gonodactylidae. Inga underarter finns listade i Catalogue of Life.